# José María Muriá
José María Murià Rouret (Ciudad de México, 17 de agosto de 1942) es un historiador, escritor, museógrafo, catedrático, articulista y académico mexicano que ha centrado sus investigaciones en la historia de Jalisco, los acontecimientos de Nueva Galicia, la evolución territorial del estado de Jalisco, el origen de la charrería y el desarrollo del tequila.

## Estudios
Es hijo de Josep María Murià Romaní y de Anna Rouret, catalanes exiliados durante la época del franquismo. Realizó sus primeros estudios en la Ciudad de México, en el Colegio Williams, en la Escuela Nacional Preparatoria 5 de la Universidad Nacional Autónoma de México, y en la Preparatoria de Jalisco. Estudió la licenciatura en historia en la Facultad de Filosofía y Letras de la Universidad de Guadalajara, donde se graduó en 1966. Obtuvo el doctorado en historia en El Colegio de México, en 1969.

## Docencia y académico
En 1963, comenzó a impartir clases en la Escuela Preparatoria de Jalisco, en la Escuela de Arquitectura de la Universidad de Guadalajara, en el Instituto Alfonso Reyes, en la Escuela Nacional de Antropología e Historia, en el Instituto de Investigaciones Dr. José María Luis Mora, en el Instituto Matías Romero, en la Universidad de Guadalajara, en El Colegio de Jalisco. Ha sido profesor visitante en la Universidad de Monterrey, en la Universidad de Puerto Rico, en la Universidad Autónoma de Baja California y en la Universidad Nacional Autónoma de México.
Ingresó a la Academia Mexicana de la Historia en 1993, ocupa el sillón N° 30, su lectura de trabajo fue Centralismo e historia. Fue presidente de El Colegio de Jalisco de 1991 a 2005 y presidente del Consejo de Cronistas de la ciudad de Guadalajara de 1993 a 1995. Fue director general de Archivos y Bibliotecas de la Secretaría de Relaciones Exteriores y secretario técnico de la Comisión Nacional Conmemorativa del V Centenario del Encuentro de Dos Mundos. Fue curador del Museo Regional de Guadalajara.

## Articulista e investigador
Como articulista ha colaborado para los periódicos Uno más uno, El Informador, Reforma, El Norte de Monterrey, en las revistas Mural , Siempre!, y Vallarta Opina. En 1990 fundó la revista de edición trimestral Estudios Jaliscienses. Durante 2002 y 2003 fue moderador el programa televisivo Páginas de Muriá.
Ha colaborado para el Centro Regional de Occidente del Instituto Nacional de Antropología e Historia, ha sido miembro y consejero de diversas comisiones o consejos, entre ellos el Consejo Consultivo del Centro de Investigaciones Regionales de Aguascalientes, la Comisión Dictaminadora del Instituto de Investigaciones Históricas de la UNAM, la Comisión Dictaminadora Editorial del Instituto de Geografía de la UNAM, del Consejo del Fondo Estatal de la Cultura y las Artes de Jalisco. Ha sido miembro representante en diversas reuniones y conferencias internacionales en Argentina, República Dominicana, Costa Rica, Venezuela, y España. Es miembro del Sistema Nacional de Investigadores desde 1987.

## Premios y distinciones
- Premio del Consejo Mexicano de Ciencias Históricas en 1979
- Medalla de acero al Mérito Histórico Capitán Alonso de León en 1984 por la Sociedad Nuevoleonesa de Historia Geografía y Estadística de Monterrey
- Premio Joan B. Cendrós en 1996, por Omnium Cultural de Barcelona.
- Fue nombrado miembro correspondiente de la Legión de Honor Nacional de México en 1999.
- Premio Creu de Sant Jordi el 21 de abril de 2009 por la Generalidad de Cataluña.[6]

## Obras y publicaciones
Ha escrito cientos de artículos, ensayos, reseñas y libros, entre ellos destacan:
- Bartolomé de las Casas ante la historiografía mexicana (1974)
- Lecturas históricas sobre Guadalajara antes de la Independencia (1976)
- Historia de las divisiones territoriales de Jalisco (1976)
- Historia de Jalisco (1980)
- Conquista y colonización en México (1982)
- Breve historia de Jalisco (1988)
- El tequila: boceto histórico de una industria (1990)
- El territorio de Jalisco (1991)
- Nueva Galicia por dentro y por fuera (1997)
- El palacio de gobierno (2002)
- Nueve ensayos de historiografía regional (2003)
- Tequila (2004)
- Sucesos históricos de Guadalajara (2004)
- Orígenes de la charrería y de su nombre (2010)